# Халхал (Огузский район)
Халхал (азерб. Xalxal) — село в Огузском районе Азербайджана.

## География
Село расположено в 15 км к востоку от районного центра Огуза у подножий Кавказских гор.

## Этимология
Халхал по-персидски означает «ожерелье» (от xal «родинка», «бусина»).

## История
В Кавказском календаре от 1856 года село Халхалъ Хачмазского участка населяли азербайджанцы, отмеченные в источнике как «татары».
Разговорный язык отмечался так же азербайджанским (в источнике «татарский»).
По религии мусульмане-сунниты.
В своде статистических данных о населении Закавказского края 1886 года упоминается село Халхалъ Халхалского сельского общества с жителями-азербайджанцами, указанными по терминологии того времени как «татары». Один человек указывается как еврей-иудей. Число жителей — 1007 человек. Вероисповедание — мусульмане-сунниты.
Информация о селе Халхалъ Нухинского уезда Елисаветпольской губернии приводится и в «Кавказском календаре» на 1904 год. Сведения этого источника опирались на данные статистических комитетов Кавказского края. Согласно календарю, в Халхалъ было 1114 жителей, указанных как «татары» (азербайджанцы).
Согласно данным Азербайджанской сельскохозяйственной переписи 1921 года в селе Халхал Хачмазского сельского общества Нухинского уезда вместе с отсёлками Язы и Карандыгдара насчитывалось 99 хозяйств, проживало жителей, указанных как азербайджанские тюрки (то есть азербайджанцы) — 450 человек, из них 244 мужчины и 206 женщин.
По состоянию на 1986 год в селе Халхал проживало 527 жителей, занимавшихся садоводством, табаководством, животноводством и разведением зерновых. В селе имелись средняя школа, клуб, библиотека, фельдшерский пункт.

## Достопримечательности
Рядом с селом находится природный водопад Хал-Хал.

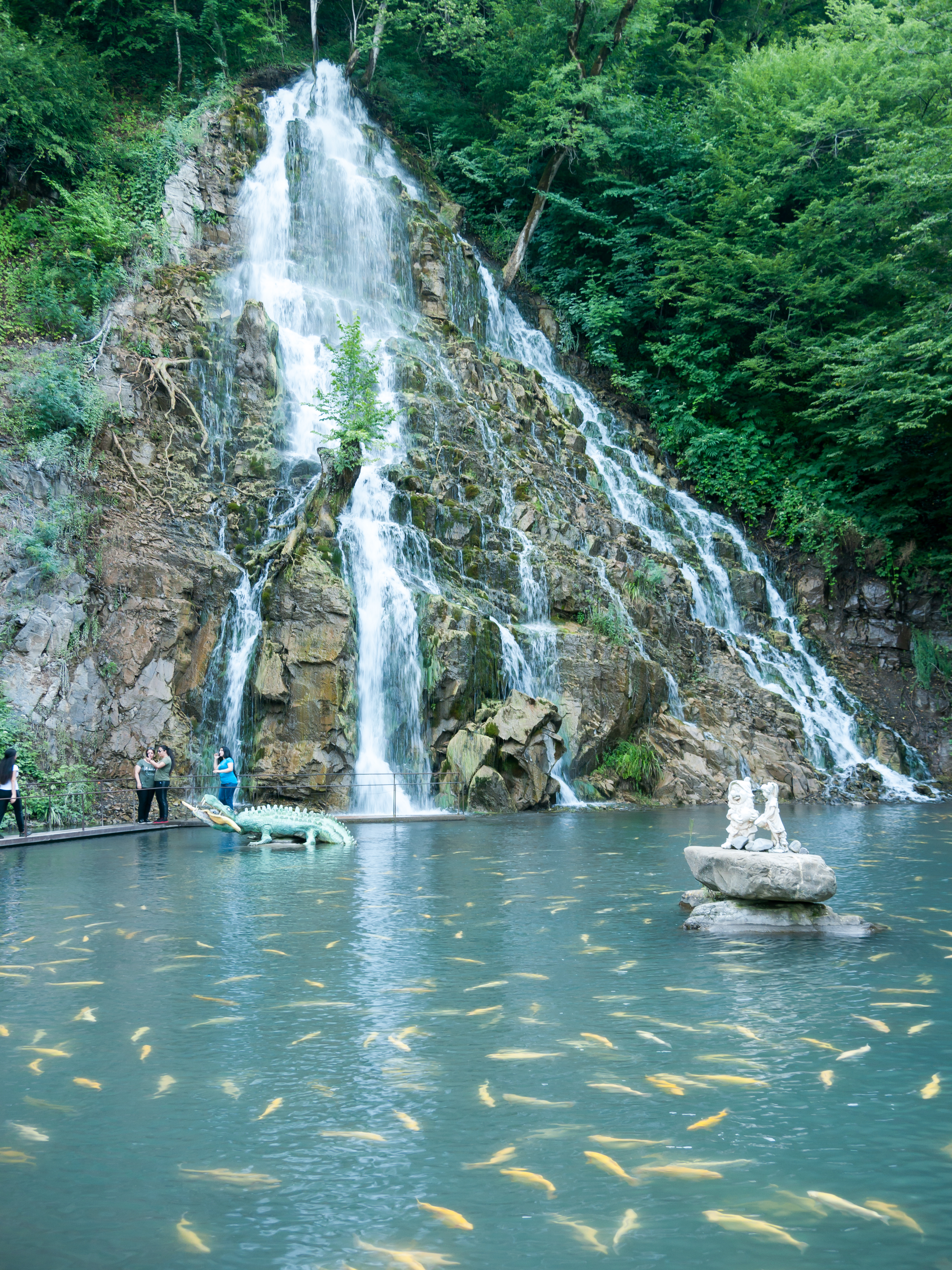